# Liam Heath
Liam Heath (Guildford, 17 agosto 1984) è un canoista britannico.

## Palmarès
- Giochi olimpici

Londra 2012: bronzo nel K2 200m.
Rio de Janeiro 2016: oro nel K1 200m e argento nel K2 200m.
Tokyo 2020: bronzo nel K1 200 m.
- Mondiali

Poznań 2010: argento nel K1 4x200m e bronzo nel K2 200m.
Seghedino 2011: argento nel K2 200m.
Duisburg 2013: argento nel K2 200m.
Mosca 2014: bronzo nel K1 4x200m.
Račice 2017: oro nel K1 200m.
Seghedino 2019: oro nel K1 200m.
- Europei

Trasona 2010: oro nel K2 200m.
Belgrado 2011: oro nel K2 200m.
Zagabria 2012: oro nel K2 200m.
Mosca 2016: oro nel K1 200m.
Plovdiv 2017: oro nel K1 200m.